# Parc de la Victoire (Nijni Novgorod)
Le parc de la Victoire (Парк Победы) est un parc public situé à Nijni Novgorod (Russie) au bord de la Volga.

## Histoire
Le parc est ouvert en 1985 pour commémorer le quarantième anniversaire de la victoire de l'URSS sur l'Allemagne en 1945 (Grande Guerre patriotique). On place dans le parc en 2010 un MiG-27 et un tank T-10, ainsi qu'un mortier, canon automatique 57mm S-60 (système anti-aérien).
On dessine en octobre 2012 une allée des anciens combattants et le 4 novembre 2013 on inaugure un monument dédié au général Vassili Marguelov (1908-1990), héros de l'Union soviétique. Des armements sont exposés en novembre 2013. En  février 2014, il est question d'agrandir le parc.